# Hypnomorphus
Hypnomorphus is een geslacht van kevers uit de familie  
kniptorren (Elateridae).
Het geslacht is voor het eerst wetenschappelijk beschreven in 1975 door Dolin.

## Soorten
Het geslacht omvat de volgende soorten:
- Hypnomorphus aemulus Dolin, 1975
- Hypnomorphus angulosus Dolin in Dolin, Panfilov, Ponomarenko & Pritykina, 1980
- Hypnomorphus carpolithus Dolin, 1975
- Hypnomorphus confusus Dolin, 1975
- Hypnomorphus curtus Dolin in Dolin, Panfilov, Ponomarenko & Pritykina, 1980
- Hypnomorphus distinctus Dolin, 1975
- Hypnomorphus dubius Dolin, 1975
- Hypnomorphus gigas Dolin in Dolin, Panfilov, Ponomarenko & Pritykina, 1980
- Hypnomorphus imperspicuus Dolin, 1975
- Hypnomorphus induratus Dolin, 1975
- Hypnomorphus inventus Dolin, 1975
- Hypnomorphus minutus Dolin, 1975
- Hypnomorphus rasnitzyni Dolin in Dolin, Panfilov, Ponomarenko & Pritykina, 1980
- Hypnomorphus rohdendorfi Dolin, 1975